# Delia aemene
Delia aemene är en tvåvingeart som först beskrevs av Walker 1849.  Delia aemene ingår i släktet Delia och familjen blomsterflugor. Inga underarter finns listade i Catalogue of Life.